# ミルヴィナ・ディーン
エリザベス・グラディス “ミルヴィナ” ディーン（Elizabeth Gladys “Millvina” Dean、1912年2月2日 - 2009年5月31日）は、イギリス在住の女性である。タイタニック号の最年少乗客で最後の生存者だった。

## 生涯

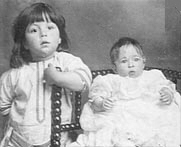
ミルヴィナ（右）と兄・バートラム（左）。1913年撮影。

1912年2月2日、農業を営む父・フランクと母・エヴァの長女として誕生した。1歳年上の兄・バートラムがいる。
同年、タバコ店を開くためアメリカへ移住する両親に伴われ、タイタニック号の3等船室に乗船する。当時生後9週間で、同船の乗船者の中でもっとも若く、また唯一の1912年生まれであった。4月15日の沈没事故ではエヴァ、バートラムとともに救命ボートに避難し生還するが、フランクを失う。生還した母子は、その後イギリスに帰って政府系機関や工業系商社で働き、生涯再婚することはなかった。
晩年、イギリスのサウサンプトンで暮らしていたミルヴィナは、同じくタイタニック号の生存者であるリリアン・アスプランド（1906年10月21日 - 2006年5月6日、事故当時5歳）やバーバラ・ウェスト・ダニントン（1911年5月24日 - 2007年10月16日、事故当時生後10か月）とは異なり、公の場に比較的よく姿を現していた。もっとも事故当時は生後9週間で、7歳の時にエヴァに聞かされるまで自身がタイタニック号の乗船者であることは知らなかったという。
ミルヴィナが避難した救命ボートは10号ボートで左舷のやや船尾に設置されており、約40名がこのボートで避難し救出されている。これ以前に下ろされたボートは基本的に1等船客しか乗っていなかったため、ミルヴィナは約300名いた2等および3等船客生還者の中でも最も早く船から脱出した部類に入る。なお、ダニントンや唯一の日本人乗船者である細野正文も、このボートに乗り込み生還している。
2006年に腰の骨を折ってからはサウサンプトンの老人ホームで暮らしていたが、滞在費用の工面に困り、2008年10月にはタイタニック号の思い出の品を競売にかけるなどしていた。
2009年、この窮状を見かねたレオナルド・ディカプリオとケイト・ウィンスレット（ともに1997年の映画『タイタニック』に主演）が、ミルヴィナの老人ホーム費用を援助した。2人は声明の中で「ディーン氏が将来の安全を感じてゆっくりと休養できることを希望する」と述べている。
2009年5月31日、サウサンプトンの老人ホームにて死去。97歳没。これによりタイタニック号沈没事故の生存者は全員が死亡した。